# Mezinárodní nevládní organizace
Mezinárodní nevládní organizace (zkratka INGO z anglického International non-governmental organization) je typ mezinárodní organizace, která je tvořena nestátními aktéry. Mezi členy tak nefigurují jednotlivé státy, které se naopak sdružují v mezinárodních vládních organizacích (IGO). Třetí typ představují hybridní, transvládní mezinárodní organizace (transgovernmental, TGO), se smíšenou účastí státních a nestátních hráčů ve formě koalic a nadnárodních korporací.

## Charakteristika
Mezinárodní nevládní organizace jsou samostatné neziskové organizace s transnacionálním působením, které nepodléhají řízení ze strany států. Skupiny občanů se v nich dobrovolně sdružují k prosazování konkrétních zájmů, hodnot, idejí a tvorbě standardů. Na rozdíl od států jim v mezinárodním právu nebyla (až na výjimky) přiznána subjektivita, nepožívají legální autority, a ve vztahu k mnohonárodním korporacím operují pouze s omezenými ekonomickými zdroji. Podpora a rozmach občanské společnosti v globálním měřítku nahrává šíření mezinárodních nevládních organizací. Vztah je reciproční, když naopak existence INGO zvyšuje emancipaci globální občanské společnosti.
Spolupráce mezinárodních nevládních organizací s Ekonomickou a sociální radou OSN (ECOSOC) je postavena na článku 71 Charty Spojených národů, která však neposkytla definici pojmu. Až ECOSOC definoval tento typ organizace roku 1950 v rezoluci č. 288, s uvedením klíčového faktoru v podobě založení bez mezivládních dohod. ECOSOC jim může přiznat tzv. konzultativní status (dle rezoluce VS OSN č. 1296 z roku 1968) jako např. Přátelům Země. Jednotlivé INGO pak v rámci spolupráce s ECOSOCem založily Konferenci nevládních organizací (CONGO – Conference of NGO). Rovněž mohou požádat o tzv. přidružený status u odboru OSN pro globální komunikaci (United Nations Department of Global Communications), který získala např. Mezinárodní organizace novinářů či Křesťanská mírová konference. Ucelenou definici INGO poskytla úmluva Rady Evropy č. 124 z roku 1986, která podmínila jejich existenci předpoklady nevýdělečného a mezinárodně prospěšného cíle, zřízení v souladu s národním právem členského státu, aktivní činnost alespoň ve dvou státech a sídlo registrované v členském státu.
Mezinárodní nevládní a vládní organizace mohou kooperovat. Některé původní INGO, např. Světová meteorologická organizace a Mezinárodní organizace práce, změnily svůj charakter a byly postupně kooptovány státy.

## Historie
Historii mezinárodních nevládních organizací lze sledovat do koloniální éry první poloviny 19. století. Termín „INGO“ vznikl až ve druhé polovině dvacátého století, kdy byl fakticky zahájen výzkum těchto organizací. Pravděpodobně první institucí s tímto uspořádáním se stala Britská zahraniční společnost proti otroctví z roku 1839. Od roku 1850 do příchodu třetího tisíciletí bylo založeno více než 35 tisíc takových organizací, s prvním vysokým nárůstem až po druhé světové válce. Do 70. let se pak organizace dominantně věnovaly odborným tématům a měly univerzalistickou povahu, např. se zaměřovaly na školství, vědu, průmysl bez regionálního zakotvení.
Druhé období rozmachu následovalo s koncem studené války a rozpadem bipolárního konceptu světa v 80. a 90. letech dvacátého století. V letech 1983–1991 např. Greenpeace a Světový fond pro záchranu divoké přírody přibližně zdesetinásobily počet svých členů. Tato druhá vlna byla, vedle existujících organizací, charakterizována proměnou zaměření INGO, s tím jak se změnila orientace mezinárodního systému z konfliktu Východ–Západ do rozhoření lokálních střetů na půdorysu mezistátních i vnitrostátních konfliktů. Význam INGO tak začal sílit v oblastech mezinárodní humanitární pomoci a také mezinárodního protestního, resp. alternativního zaměření. Zejména humanitární organizace začaly kompenzovat nedostatečně zvládnutou roli mezinárodního společenství v prevenci krizí, pomoci obyvatelstvu i rekonstrukci oblastí stižených konflikty. Protestní organizace se pak konstituovaly zejména jako reakce na činnost států, v nesouhlasu se směřováním světové politiky např. ve formě paralelních konferencí při zasedáních MMF a Světové banky, antiglobalisticky zaměřených organizací, nebo s cílem upozorňovat a řešit globální hrozby životního prostředí, jakými jsou kácení deštných lesů, oteplování planety apod. Tyto alternativní organizace typu Earth First! získaly nálepku transnacionálních environmentálních aktivistických skupin (TEAG, Transnational environmental activist groups).